# Beefcake the Mighty
Beefcake the Mighty, kunstnernavnet for flere forskellige personer gennem tiden i heavy-metal gruppen, GWAR.

## Karriere
Før GWAR, var Michael bassist i Death.[kilde mangler] Men med en lille prøvetur i GWAR, hvor de udgav Hell-O og han blev fast bassist. Rigtigt skulle Greg Ottiger være bandet bassist, men da albummet, Hell-O udkom, tog Michael over.[kilde mangler]
Ifølge GWARs mytologi siges Beefcake the Mighty at komme fra planeten Cholesterol, hvor han mødte sangeren, Oderus Urungus. Han vejer 299 tons, og har opfundet musikken ved at trække dinosaurer-tarme til sig.[kilde mangler]